# أحمد المديني
أحمد المديني (من مواليد سنة 1949 أو 1951م بمدينة برشيد) أديب وناقد مغربي. نشر الكثير من الروايات، وله مجموعات قصصية ودراسات في النقد الأدبي والسرديات، ونشرت أعماله بعدة صحف ومجلات مثل: “العلم”، و”المحرر”، و”الاتحاد الاشتراكي”، و”النهار”، و”السفير”، و”الثورة” العراقية، و”الجمهورية” العراقية، و”أنفاس”، و”آفاق أقلام”، و”الآداب”، و”الطريق”، و”تحولات”، و”كتابات معاصرة”، و”الكرمل”. صدرت له «الأعمال الروائية الكاملة» عن وزارة الثقافة المغربية عام 2014 في خمسة أجزاء. حصل على جائزة المغرب للنقد الأدبي عام 2006 وجائزة المغرب للقصة عام 2009.

## مسيرته
ولد أحمد المديني سنة 1949 أو 1951 بمدينة برشيد. حصل على دبلوم الدراسات العليا في اللغة العربية وآدابها من كلية الآداب والعلوم الإنسانية بفاس سنة 1987، كما حصل على دكتوراه الدولة في الآداب من جامعة السوربون بباريس سنة 1990. يعمل أستاذًا جامعيًا. بدأ المديني مسيرته الأدبية بالنشر بجريدة العلم سنة 1967، والتحق باتحاد كتاب المغرب العام 1972.

## آراؤه
في حوار له مع جريدة «الأهرام» سنة 2015، وصف المدينى الروايات المنتشرة حينها بأنها «مجرد سيرة وبوح ذاتي»، وقال أن رواية السيرة الذاتية فن مسيحي بالأساس مبني على «الخطيئة الأولى». وعلى الرغم من إصداره ثلاثة دواوين شعرية، لا يرى المديني نفسه «شاعرا محترفا»، ويقول: «القصيدة بالنسبة إلي تأتيني كضربة الشمس. نوع من الامتلاء بالعنفوان. لذلك أصدرت ثلاثة دواوين. ثم إنني في نصوصي القصصية والروائية أضع مقاطع شعرية».

## النقد
يرى سلمان زين الدين في تحليله لرواية «رجال الدار البيضاء» أنها «رواية ضخمة كماً ونوعاً، تعكس حِرَفية الكاتب، وطول تجربته، وسعة ثقافته، وإلمامه بالتفاصيل والجزئيات، ما يجعل من الرواية شهادة فنية على مرحلة تاريخية معينة، لها جذورها وفروعها، في مدينة مغربية عريقة، وما يجعل من الروائي مؤرخاً فنياً بامتياز».

## مؤلفاته
للكاتب أحمد المديني العديد من المؤلفات منها:
- ”العنف في الدماغ” (مجموعة قصصية)، دار النشر المغربية، 1971.[6]
- ”سفر الإنشاء والتدمير” (مجموعة قصصية)، دار النشر المغربية، 1976.[7]
- ”زمن بين الولادة والحلم”، دار النشر المغربية، 1977.[8]
- ”فن القصة القصيرة بالمغرب : في النشأة والتطور والاتجاهات” (دراسة)، 1980.[9]
- ”وردة للوقت المغربي”، مؤسسة منتدى أصيلة، 1982.[10]
- برد المسافات، دار المتوسط، 1982.[11]
- ”في الأدب المغربي المعاصر” (دراسة)، دار النشر المغربية، مراكش، 1983.[12]
- ”الطريق إلى المنافي” (مجموعة قصصية)، بيت الحكمة، 1985.[13]
- ”أسئلة الإبداع في الأدب العربي المعاصر” (دراسة)، دار الطليعة، 1985.[14]
- ”الجنازة”، مطبعة المعارف الجديدة، الرباط، 1987.[15]
- ”المظاهرة” (مجموعة قصصية)، معهد أغادير الفرنسي، 1989.[16]
- ”احتمالات البلد الأزرق” (مجموعة قصصية)، دار الكلام، الرباط، 1990.[17]
- ”حكاية وهم”، دار الآداب، بيروت، 1992.[18]
- ”مدينة براقش”، منشورات الرابطة، الدار البيضاء، 1998.[19]
- ”العجب العجاب”، رابطة أدباء المغرب، 1999.[20]
- تحت شمس النص، دار الثقافة، 2002.[21]
- ”أيام برازيلية وأخرى من يباب”، المركز الثقافي العربي، 2009.[22]
- النحلة العاملة - أو صناعة الكاتب العربي، دار أزمنة للنشر والتوزيع السلسلة: دراسات، 2011.[23]
- طعم الكرز، دار توبقال للنشر، 2012.[24]
- المخدوعون، منتدى المعارف، 2012.[25]
- تحولات النوع في الرواية العربية بين مغرب ومشرق، منتدى المعارف، 2013.[26]
- ”نصيبي من باريس”، الدار المصرية اللبنانية، القاهرة، 2014.[27]
- ”ممر الصفصاف”، المركز الثقافي العربي، 2014.[28]
- ”الرحلة المغربية إلى بلاد الأرجنتين وتشيلي البهية”، دار الصدى للصحافة والنشر والتوزيع، 2014.[29]
- ”نصيبي من الشرق: مصر في القلب”، الدار المصرية اللبنانية، 2015.[30]
- طرز الغرزة - قصص قصيرة، المركز الثقافي العربي، 2016.[31]
- خرائط تمشي في رأسي جراب المسافر، دار الأمان للنشر، 2016.[32]
- تصريح بالإبتهاج، دار توبقال للنشر، 2017.[33]
- ظل الغريب، المركز الثقافي العربي، 2017.[34]
- في بلاد نون، المركز الثقافي العربي، 2018.[35]
- فتن كاتب عربي في باريس، منشورات المتوسط، 2019.[36]
- مغربي في فلسطين: أشواق الرحلة المغربية، دار السويدي للنشر والتوزيع، 2020.[37]
- رجال الدار البيضاء ؛ مرس السلطان، المركز الثقافي للكتاب،[38] 2021.[39]

## الجوائز
- فاز بجائزة المغرب الكبرى للكتاب في فرع النقد والدراسات الأدبية لعام 2003، وبنفس الجائزة في فرع السرديات عام 2009.[1]
- اختيرت روايته نصيبي من باريس ضمن القائمة الطويلة المرشحة لجائزة الشيخ زايد للكتاب، 2014.[40]
- اختيرت روايته ممر الصفصاف ضمن القائمة القصيرة للجائزة العالمية للرواية العربية (البوكر) 2015 في يوم الجمعة 13 فبراير.[3][41][42]
- فاز بجائزة محمد زفزاف للرواية العربية سنة 2018.[43][44]
- تم تكريمه في الدورة الرابعة والثلاثين لمعرض تونس الدولي للكتاب، 2018.[45]
- فاز بجائزة ابن بطوطة لأدب الرحلة في دورتها الثامنة عشرة للعام 2020، والتي يمنحها «المركز العربي للأدب الجغرافي-ارتياد الآفاق»، عن كتابه «مغربي في فلسطين: أشواق الرحلة المغربية».[46][47]